# Juan Pascoe
Juan Pascoe (nacido como Juan Nicanor Pascoe Pierce, el 21 de septiembre de 1946 en Chicago, Illinois, Estados Unidos) es tipógrafo, impresor, escritor, investigador y fundador del Taller Martín Pescador, localizado en Tacámbaro Michoacán, México.
Juan Pascoe es además músico cofundador del grupo de música tradicional mexicana Mono Blanco.

## Reseña biográfica

### Formación bicultural
Juan Pascoe es uno de cinco hijos del diplomático mexicano, otrora embajador en las Naciones Unidas, Juan Pascoe Strozzi y de la profesionista estadounidense Dorothy Pierce, entre los que se encuentra el también diplomático Ricardo Pascoe.  Juan Pascoe ha radicado en México la mayor parte de su vida y ha hecho de este país su residencia permanentemente desde 1973. Después de haber vivido inicialmente en Mixcoac, en la Ciudad de México (lugar donde instalaría su primera imprenta),
 Juan Pascoe se cambió a vivir a su actual residencia en la ex Hacienda Santa Rosa, en las inmediaciones de la ciudad de Tacámbaro, Michoacán en el año de 1982, y desde este lugar continua su Taller Martin Pescador. Su formación bicultural, mexicoamericana, le ha permitido interactuar tanto en la cultura anglosajona como en la mexicana y latinoamericana, dado que domina los idiomas inglés y español.
Los antepasados de Juan Pascoe poseen un rico historial, tanto en las letras y la imprenta como en la música.  Su bisabuelo, James (Santiago) Pascoe, fue un ingeniero topógrafo, evangelista, escritor, músico, impresor y editor que arribó de Inglaterra a México en 1865 y se estableció cerca de Ixtapan del Oro, Estado de México, para desde ahí producir documentos religiosos y literarios en su propia imprenta. Esta coincidencia de sus antepasados, aunada a las oportunidades de aprendizaje con el impresor estadounidense Harry Duncan, dieron pie al trabajo que actualmente desarrolla Juan Pascoe como impresor.

### Educación
La educación escolar de Juan Pascoe fue realizada primordialmente en los Estados Unidos, primero en el colegio de internado cuáquero Scattergood en West Branch, Iowa; y subsecuentemente en Whitman College, en Walla Walla, Washington, donde realizó estudios universitarios de literatura inglesa hasta conseguir graduarse con una licenciatura en 1969.
Mientras Juan Pascoe estudiaba en Scattergood conoció a la esposa de Harry Duncan, Nancy Duncan, a quien tuvo por maestra de arte y mecanografía. Esa relación, que después se convirtió en amistad, fue la conexión por la que tiempo después Juan Pascoe conocería al reconocido impresor Harry Duncan de quien Juan Pascoe vendría a ser aprendiz entre los años 1971 y 1972 en la imprenta Cummington Press.

### Tipógrafo e impresor
Las primeras experiencias de Juan Pascoe con la tipografía fueron en la imprenta Cummington Press con el impresor Harry Duncan —impresor de libro hecho a mano y considerado como el padre del movimiento de la imprenta privada después de la Segunda Guerra Mundial— en el estado de Massachusetts.  Fue ahí donde Pascoe ingirió la semilla del gusto por la imprenta, en relación con la producción literaria, dado que el maestro Harry Duncan producía libros de los artistas literarios contemporáneos más sobresalientes de los Estados Unidos en esos tiempos. Al respecto, Pascoe cuenta que Nancy Duncan, la esposa del impresor Harry Duncan, era su maestra de arte y mecanografía en el internado Scattergood en West Branch, Iowa. Cierta vez, mientras Pascoe conducía desde Walla Walla, Washington con rumbo a casa de sus padres en Tenafly, New Jersey, se detuvo a visitar a la que había sido su maestra y los Duncan lo hospedaron. Sobre esa visita Pascoe cuenta lo siguiente:  
“Pase una noche con la familia Duncan en West Branch, y fue ahí cuando encontré donde guardaban los libros de la Cummington Press, dispersos entre todos los otros libros en las repisas abiertas de la sala. Los libros tenían un olor diferente, definitivamente un carácter diferente. Quedé impresionado con los poetas que había publicado (en mi último semestre tomé una clase sobre la poesía moderna norteamericana y, ¡Harry Duncan los había impreso a todos!) y con la ‘comunidad’ que había formado.”
Impresionado con el trabajo de Harry Duncan, y entusiasmado y con la pasión de producir libros a la manera tradicional, Pascoe regresó a México para prestar su servicio militar a la edad de 18 años. Y habiendo cumplido con sus obligaciones militares, Pascoe pidió ser aprendiz de Harry Duncan en su imprenta y fue aceptado. Ahí pasó aproximadamente un año, trabajando y aprendiendo los trucos de entintar tipos de metal para impregnar luego el papel y así servir de vehículo a la poesía y a la prosa de artistas clásicos y contemporáneos. Juan Pascoe describe en detalle su experiencia con Harry Duncan en su texto de 232 páginas intitulado Harry Duncan in Iowa, 1956-1972, texto que permaneció inédito por varios años, pero que recientemente ha sido publicado en la imprenta de Bradley Hutchinson en Austin, Texas.
Después de pasar un año como aprendiz de Harry Duncan, Juan Pascoe regreso nuevamente a México procurando hacerse de una máquina impresora. Se estableció en México permanentemente, trabajando como instructor de clases de inglés en la Ciudad de México.  La única máquina impresora que encontró en venta, una MODELO?, tenía la cama rota y además estaba en Toluca, en las fuera de la Ciudad de México. Esto representaba un problema de transporte dado que estas máquinas son muy pesadas y no se pueden transportar en cualquier automóvil. Aun así, y con ayuda de sus familiares (una tía le proporcionó la cantidad de $280 USD para comprar la máquina, y sus padres le ayudaron y le permitieron poner la imprenta ahí en su casa de Mixcoac, Leonardo da Vinci 101, en la Ciudad de México), Pascoe decidió adquirir esa máquina, y con algunas cajas de tipos de letra fundida, comenzó en 1973 a experimentar con la tinta y el papel para producir impresos que recopilaran y exaltaran la poesía y la prosa de los escritores que iba conociendo.
El primer nombre informal que tuvo la imprenta de Juan Pascoe fue el de Imprenta Rascuache (1973-1975). Con ese nombre pretendía aludir a la solidaridad que la nueva imprenta promovía con los escritores y artistas del pueblo dado que era una de las pocas alternativas a la creatividad literaria latente durante los años 70s.  Pero en 1976 Juan Pascoe adoptó el nuevo nombre que había estado buscando para su imprenta, y oficialmente adoptó el nombre de Taller Martin Pescador, el cual prevalece hasta hoy día junto con la solidaridad que la imprenta siempre ha extendido a los artistas del pueblo mexicano.
Habiendo establecido su pequeña imprenta en la casa de Mixcoac, Juan Pascoe se dedicó a publicar los textos seminales de varios artistas mexicanos y extranjeros.  Publicó, en tirajes cortos, textos únicos de escritores mexicanos de talla mayor como Octavio Paz, Efraín Huerta, Tomás Segovia, José Luis Rivas, Alfonso D’Aquino, Carmen Boullosa, y los textos de artistas extranjeros, incluido el primer libro del hoy reconocido Roberto Bolaño y tiempo después también una edición de Gabriel García Márquez, y otros. Fue precisamente bajo la sugerencia de Verónica Volkow (bisnieta de León Trotski) y de Roberto Bolaño (escritor chileno, entonces radicado en México) que Juan Pascoe decidió adoptar el nombre formal de su Taller Martin Pescador, con el cual ha continuado produciendo bellos libros y otros muchos impresos hechos a mano en la ex hacienda Santa Rosa, localizada en las inmediaciones de Tacámbaro en Michoacán. Ahí, en la ex hacienda Santa Rosa, Juan Pascoe imprime textos en diferentes prensas, incluyendo dos prensas manuales de palanca—la prensa NOMBRE que originalmente compró en Toluca, una Seirmore, la cual perteneció al impresor Harry Duncan, y una Vandercook de cilindro que perteneció a Carmen Boullosa.

### Historia de la imprenta en México
Al decidir dejar la Ciudad de México, Juan Pascoe dejó también detrás el constante influjo literario y artístico que hasta entonces había alimentado su imprenta. Entonces comenzó a producir impresos relacionados con la historia local, y luego con la nacional con respecto a impresos e impresores antiguos.
Juan Pascoe ha hecho también una labor impresionante y única al dedicar su tiempo a reconstruir la historia del desarrollo de la imprenta en México. Sus investigaciones, recopiladas en varios de los libros producidos por él mismo, han contribuido al conocimiento general de datos importantes sobre el desarrollo de la imprenta desde la llegada de los españoles a México, y hasta el siglo XIX. Ha producido bibliografías sobre impresores novohispanos como Juan Pablos, Pedro Ocharte, Pedro Balli, Cornelio Adrián César y Enrico Martínez, así como también la historia de su propio tatarabuelo, el impresor inglés Santiago Pascoe, a quien se relaciona también con la temprana historia del protestantismo en México. (Referencia!)

## Música y fundación del grupo Mono Blanco
Juan Pascoe había adquirido conocimientos musicales durante su educación en los Estados Unidos de América. Allá había aprendido a tocar la concertina inglesa y otros instrumentos; y por consiguiente, desde su llegada a la Ciudad de México, Juan Pascoe estuvo envuelto en círculos musicales que incluyeron la interpretación de la música tradicional mexicana. Debido precisamente a su participación con otros músicos en la Ciudad de México, Juan Pascoe conoció a los entonces jóvenes músicos veracruzanos Gilberto y José Ángel Gutiérrez y con ellos comenzó a tocar el violín y la jarana interpretando son tradicional veracruzano. Poco tiempo después, mediante el músico e historiador Antonio García de León —quien entonces había ya recorrido el estado veracruzano investigando el son tradicional veracruzano— conocieron al jaranero y versador Arcadio Hidalgo quien pasó a formar parte del grupo que ya habían bautizado con el nombre Mono Blanco. Muchas de sus experiencias como músico, Juan Pascoe las recuenta en su libro titulado La Mona (Universidad Veracruzana, 2003) —título que alude a la jarana que perteneció a don Arcadio Hidalgo, y cuyo título a pesar de estar ya agotado, es posible todavía encontrar en versión digitalizada en Scribd.
Tras haber fundado el grupo Mono Blanco, los cuatro músicos tuvieron varias presentaciones por toda la república mexicana auspiciados por la Secretaria de Educación Pública (SEP) y por el Instituto de Seguro Social para los Trabajadores del Estado (ISSTE).  Al principio de los años 80, con los frutos de las presentaciones musicales, Juan Pascoe y Gilberto Gutiérrez decidieron comprar el casco de una antigua ex hacienda que en su tiempo había servido para la producción de azúcar de caña en Tacámbaro, Michoacán. Y al cabo de aproximadamente siete años, y la grabación de los primeros tres discos de Mono Blanco, luego de giras exhaustivas, Juan Pascoe decidió en 1987 que tenía que dedicarle más tiempo a su imprenta y entonces se retiró del grupo musical Mono Blanco y se fue a vivir a la ex hacienda Santa Rosa en Tacámbaro. Desde entonces Juan Pascoe le dedica todo su tiempo a la hechura de libros y a otros impresos en su imprenta, el Taller Martin Pescador, donde trabaja con su primer oficial, el impresor Martin Urbina, y otros ayudantes de encuadernación y composición de textos, y donde también colabora frecuentemente con el grabador de linóleos, oriundo de Tacámbaro, Artemio Rodríguez, quien ha ilustrado muchos de los impresos que el Taller Martin Pescador ha producido desde 1996.

### Colaboraciones, premios y reconocimientos
Colaboraciones con las entidades culturales de Oaxaca.
Juan Pascoe también fue el orador principal en el evento más importante sobre el libro de arte en los Estados Unidos de América, CODEX 2011, y participó con su trabajo en la primera exhibición de libro hecho a mano en la Ciudad de México, CODEX-México en 2012.
Juan Pascoe ha sido celebrado con varios premios nacionales importantes. Dos de los más sobresalientes son el Premio Eréndira, premio estatal michoacano a las artes otorgado a Pascoe en 2011, y el reconocimiento de la Feria Internacional del Libro de Guadalajara (FIL) que cada año reconoce a personalidades del mundo de la literatura de habla hispana internacional.

### Lista de premios y reconocimientos
- Premio Feria Internacional del Libro (FIL de Guadalajara) de Literatura a Magris.
- Premio Estatal de las Artes Eréndira 2013.